# Neorapana grandis
Neorapana grandis е вид коремоного от семейство Muricidae.

## Разпространение
Видът е разпространен в Еквадор (Галапагоски острови).